# Anacanthus barbatus
Anacanthus barbatus е вид лъчеперка от семейство Monacanthidae. Видът е незастрашен от изчезване.

## Разпространение и местообитание
Разпространен е в Западна Австралия, Индия, Индонезия, Малайзия, Папуа Нова Гвинея, Филипини и Шри Ланка.
Среща се на дълбочина от 2 до 20 m, при температура на водата от 24,7 до 28,3 °C и соленост 34,2 – 35,4 ‰.

## Описание
На дължина достигат до 35 cm.